# West Launceston
West Launceston är en del av en befolkad plats i Australien. Den ligger i regionen Launceston och delstaten Tasmanien, i den sydöstra delen av landet, omkring 160 kilometer norr om delstatshuvudstaden Hobart. Antalet invånare är 4 030.
Runt West Launceston är det ganska glesbefolkat, med 48 invånare per kvadratkilometer.. Närmaste större samhälle är Launceston, nära West Launceston. 
Trakten runt West Launceston består till största delen av jordbruksmark. Genomsnittlig årsnederbörd är 967 millimeter. Den regnigaste månaden är augusti, med i genomsnitt 119 mm nederbörd, och den torraste är februari, med 41 mm nederbörd.